# Анални еротизам
Анални еротизам је у психоанализи, сексуално узбуђење и доживљај задовољства који настаје дражењем аналне зоне, као и осећање пријатности које потиче од успешног овладавања сфинктером ануса.